# Peter Dolving
Peter Dolving (Gottenburgo, 24 de octubre de 1969) es un vocalista sueco que actualmente vive en Salvador, Bahía, Brasil. Es más conocido como el ex vocalista de la banda de metal The Haunted.

## Carrera
Dolving comenzó como cantautor tocando en cafés en Suecia. Se unió a la banda Mary Beats Jane y organizó raves para mantenerse. Luego abrió el exitoso club de rock "Underground" en el sótano del restaurante Kompaniet en Gotemburgo. Mary Beats Jane lanzó su primer álbum en 1994 y realizó giras hasta 1997. Dolving ha dicho que Mary Beats Jane nunca se volverá a formar.
Dolving luego se unió a la banda sueca de heavy metal The Haunted en 1997 con exmiembros de At The Gates (en ese momento estaban experimentando con el nombre Death & 1/2 Prod.), manteniéndose dibujando arte fetichista y trabajando como carpintero. Dejó The Haunted después del primer álbum, luego regresó en 2004 con el álbum rEVOLVEr. Finalmente formó The Peter Dolving Band para interpretar sus propias canciones y escribió material de palabra hablada para el cortometraje No Justice No Peace de Jonas Olsen. The Peter Dolving Band ya no existe, con ese estilo de música asumido por su proyecto BringTheWarHome. Dolving incitó la ira de algunos fanáticos del metal con su búsqueda única del alma y sus frecuentes diatribas en la sección del Blog de su página oficial de MySpace. Una entrevista sincera con él aparece en el documental Working Class Rock Star. En 2011, Dolving se unió a la banda sueca de hardcore Rosvo.
Dolving ha retomado el trabajo en el proyecto musical titulado "O" con Scott Reeder.

## Vida personal
En varias entrevistas, Dolving ha declarado que se considera a sí mismo anarquista.

## Álbumes

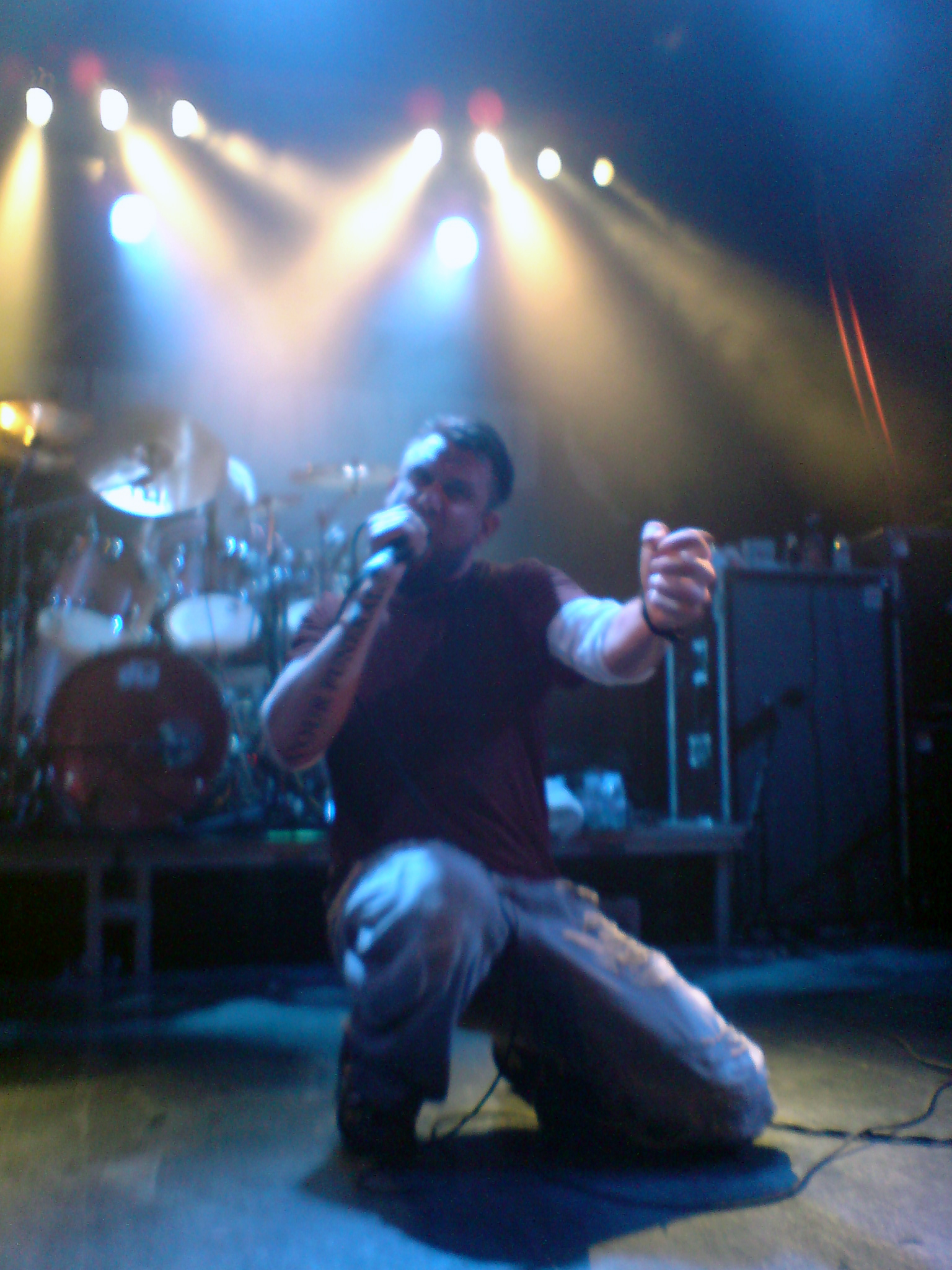
Dolving durante una actuación en vivo en Barcelona en 2009

### con Mary Beats Jane
- Mary Beats Jane (1994)
- Locust (1996)

### con The Haunted
- The Haunted (1998)
- Revolver (2004)
- The Dead Eye (2006)
- Versus (2008)
- Road Kill (2010)
- Unseen (2011)

### solista, también conocido como PeterDolvingBand, también conocido como BringTheWarHome
- Just 'cause you can talk, don't mean I have to listen (2000) reeditado en (2011)
- One of Us (2001)
- Bad Blood (2003)
- Rejoice! (2008) LP de BringTheWarHome (2005)
- Thieves & Liars (2013) LP de Peter Dolving (Deadlight Entertainment)

### con Syntacks
- Syntax error (2013) LP de Syntacks

### con Gusto
- Gusto! (2001) LP de Gusto! (SwingKids)
- Pater Familias ( ? ) LP de Gusto! (SwingKids)

### con IAmFire
- Eyes Wide Open (2015) EP de Iamfire (Deadlight Entertainment)
- From Ashes (2017) LP de Iamfire (TheNorthIsColdIAmFire)

### con Science
- Weird Science (inédito) LP de Science

### con Rosvo
- Ticks & Ants (2011) EP de Rosvo (Rosvo)

### Otros lanzamientos
- Spell (2014) Single de Line Blood (Participación vocal)
- Trash It Up (2003) de la banda Set My Path (Contribución vocal en la pista Shine)
- Satellite Bay (2007) de Long Distance Calling (Contribución vocal en la pista Built Without Hands)
- Warning (2008) EP de ColdTears (Contribución vocal en la pista No Ordinary Ghost)
- Banisher of the Light (2008) de la banda Sparzanza (Contribución vocal en la pista Dead Rising)